# Minna Lehtola
Minna Helena Kääriäinen-Lehtola (ur. 24 stycznia 1967 w Turku) – fińska szpadzistka, brązowa medalistka mistrzostw świata.
Podczas mistrzostw świata w Atenach w 1994 roku wywalczyła brązowy medal w turnieju indywidualnym, przegrywając tylko z Włoszką Laurą Chiesą i Niemką Katją Nass. Był to jedyny medal Lehtoli wywalczony w zawodach tego cyklu.
Wystartowała na igrzyskach olimpijskich w Atlancie (1996), gdzie w turnieju indywidualnym zajęła 34. miejsce. Był to jej jedyny start olimpijski.
Była też między innymi szósta w szpadzie indywidualnej na mistrzostwach Europy w Lizbonie w 1992 roku.
Po zakończeniu kariery została trenerką i działaczką sportową, była między innymi sekretarzem generalnym Fińskiego Związku Szermierki i Pięcioboju Nowoczesnego.